# Flugt eller forløsning - vesterlændinge i Cambodia
Flugt eller forløsning - vesterlændinge i Cambodia er en dansk dokumentarfilm fra 1996, der er instrueret af Stefan V. Jensen.

## Handling
I Cambodias hovedstad Phnom Penh lever 30-50 vesterlændinge. De fleste er mænd, der tjener til livets ophold ved at undervise i engelsk. Filmen følger deres hverdag, der udspiller sig omkring Capitol Guesthouse, hvor motorcykeldrengene og luderne hænger ud, og hvor vesterlændingene dagligt mødes, ryger noget pot og bliver orienteret om Khmer Rouges seneste aktiviteter. I Phnom Pen har disse vesterlændinge fundet en oase, men under facaderne fornemmer man hos flere en vis desperation. Hvad er de flygtet fra? Hvordan ser deres fremtid ud?